# Ruben Schaken
Ruben Schaken (* 3. April 1982 in Amsterdam, Niederlande) ist ein niederländischer ehemaliger Fußballspieler, der vorrangig im Sturm eingesetzt wurde.

## Karriere

### Verein
Schakens Profilaufbahn begann in der Saison 2002/03 beim SC Cambuur-Leeuwarden in der Eerste Divisie. Drei Jahre spielte er bei BV Veendam ebenfalls in der zweiten niederländischen Liga. Mit VVV-Venlo stieg er 2009 in die Eredivisie auf, ein Jahr später wechselte er zu Feyenoord Rotterdam. Dort spielte er 4½ Jahre und erzielte in 111 Spielen 15 Tore. Im Winter 2015 wechselte er nach Aserbaidschan, zu İnter Baku. Nur ein halbes Jahr später kehrte er in die Niederlande zurück und schloss sich ADO Den Haag an. Seine Karriere beendete er im Dezember 2018 beim Viertligisten HBS Craeyenhout.

### Nationalmannschaft
Am 12. Oktober 2012 debütierte Schaken im Alter von 30 Jahren und sechs Monaten in der Nationalmannschaft. Bondscoach Louis van Gaal berief ihn in das Team, das in der WM-Qualifikation in De Kuip gegen Andorra antrat. Beim 3:0-Sieg erzielte Schaken den dritten Treffer.

## Privates
Er ist der Vater von Kirayno Schaken, der aktuell im Nachwuchs des SC Heerenveen spielt.